# Alexander Rafailowitsch Boikow
Alexander Rafailowitsch Boikow (russisch Александр Рафаилович Бойков; * 3. Februar 1975 in der Russischen SFSR) ist ein russischer Eishockeyspieler, der zuletzt bei Sewerstal Tscherepowez in der Kontinentalen Hockey-Liga unter Vertrag stand.

## Karriere

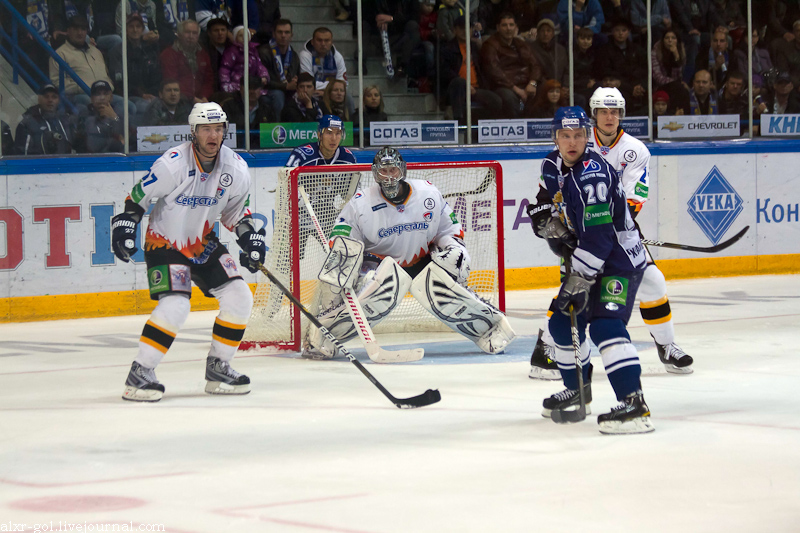
Alexander Boikow (li.) im Trikot von Sewerstal Tscherepowez

Alexander Boikow begann seine Karriere als Eishockeyspieler bei Krylja Sowetow Moskau, für dessen Profimannschaft er von 1991 bis 1999 in der russischen Superliga aktiv war. Anschließend wechselte er zu dessen Stadtnachbarn HK ZSKA Moskau, für den er weitere zwei Jahre in der höchsten russischen Spielklasse auf dem Eis stand. Im Sommer 2001 unterschrieb der Flügelspieler beim HK Lada Toljatti, mit dem er in der Saison 2004/05 erst im Playoff-Finale um die Meisterschaft am HK Dynamo Moskau scheiterte. Im Laufe der Saison 2005/06 verließ der Rechtsschütze Lada wieder und unterschrieb einen Vertrag bei dessen Ligarivalen Chimik Moskowskaja Oblast, der sich 2008 in Atlant Mytischtschi umbenannte. In der Saison 2008/09 nahm Boikow mit Atlant Mytischtschi an der neugegründeten Kontinentalen Hockey-Liga teil, in der er in 63 Spielen fünf Tore erzielte und zehn Vorlagen gab. Für die folgende Spielzeit wurde er vom HK Sibir Nowosibirsk verpflichtet. Dort fungierte der Rechtsschütze zwei Jahre als Mannschaftskapitän, bevor er im Mai 2011 einen Kontrakt über ein Jahr Laufzeit bei Sewerstal Tscherepowez erhielt.

## Erfolge und Auszeichnungen
- 1993 Silbermedaille bei der U18-Junioren-Europameisterschaft
- 2005 Russischer Vizemeister mit dem HK Lada Toljatti

## KHL-Statistik
(Stand: Ende der Saison 2010/11)